# José Marques da Silva Mariz
José Marques da Silva Mariz (4 de outubro de 1902 — 1953) foi um político brasileiro.

## Carreira
Foi interventor federal na Paraíba, de 27 de dezembro de 1934 a 21 de janeiro de 1935.